# Reasonable Woman
A Reasonable Woman Sia ausztrál énekesnő tizedik stúdióalbuma, amely 2024. május 3-án jelent meg a Monkey Puzzle és az Atlantic Records kiadók gondozásában. Sia az albumot Jesse Shatkinnal és Greg Kurstinnel írta, akik egyébként producerei is voltak; további közreműködők szerepel Benny Blanco, Jasper Harris, Jim-E Stack és Labrinth. A lemezen vendégszerepel Chaka Khan, Kylie Minogue, Labrinth, Tierra Whack, Kaliii, Jimmy Joliff és Paris Hilton.
Az albumot a Gimme Love, a Dance Alone (Minogue-gal) és az Incredible (Labrinth közreműködésével) című kislemezek előzték meg. Az album vegyes kritikákat kapott a kritikusoktól.

## Háttér
2016-ban Sia kiadta hetedik stúdióalbumát This Is Acting címmel, amely nagyrészt olyan dalokból állt, amelyeket eredetileg más előadóknak írt. 2018-ban Labrinth és Diplo társaságában megalakította az LSD nevű szupergroupot; debütáló albumuk 2019 áprilisában jelent meg. 2020 februárjában Sia bejelentette, hogy két új albuma „várat magára”, amelyek közül az egyik az általa írt és rendezett Music című zenés dráma soundtrackje lesz. Music – Songs from and Inspired by the Motion Picture címmel 2021 februárjában jelent meg a filmmel együtt. Egy 2020-as interjúban, amelyet Zach Sangnek adott, Sia kijelentette, hogy a másik album a Reasonable Woman lesz.

## Kiadás és népszerűsítés
A Reasonable Woman a Monkey Puzzle és az Atlantic Records gondozásában jelent meg 2024. május 3-án. A lemez elérhetővé vált streaming, digitális letöltés, CD és különböző bakelitlemez változatokban. Sia 2024. február 7-én jelentette be a Reasonable Woman megjelenési dátumát és tracklistáját.

### Kislemezek
Az album első kislemeze, a Gimme Love 2023. szeptember 13-án jelent meg. 2024. február 7-én jelent meg a második kislemez, a Dance Alone, amely Kylie Minogue-gal közösen készült. 2024. április 5-én megjelent a harmadik kislemez, az Incredible, egy Labrinth-tal közös munka. A negyedik kislemez, az Immortal Queen 2024. május 31-én jelent meg. Az ezt követő remixek Khan és Bianca Costa, Eve, Neneh Cherry vagy Debbie Harry közreműködésével jelentek meg. Az I Forgive You promóciós kislemezként 2024. április 12-én jelent meg, majd 2024 októberében az album ötödik kislemezeként az olasz rádiókba került.

### Promóciós kislemezek
A Paris Hilton közreműködésével készült Fame Won’t Love You április 19-én jelent meg.

### Borító
Az album borítóján Sia egy fiatal lány mellett ül. Mindketten rózsaszín masnit viselnek a hajukban, Sia pedig a jellegzetes göndör, túlméretezett parókáját viseli. Az „eredeti” borító, amely az album különböző fizikai kiadásain szerepel, Sia-t ábrázolja, amint narancssárga ruhában áll egy medence mellett, lábát, kezét és fejét pedig fehér, szürke és fekete árnyalatok borítják.

## A kritikusok értékelései
A Metacritic kritika-összesítő oldal szerint a Reasonable Woman vegyes kritikákat kapott, a 7 pontszámából 100-ból 59 átlagpontszám alapján.
Az AllMusic kritikájában Neil Z. Yeung dicsérte a Reasonable Woman-t, megjegyezve, hogy „visszavezeti Sia-t a helyes útra”, miután „az egyszeri filmzenei közreműködések és a félreértett Music soundtrack-je miatt egyre kevesebb eredményt hozott”. Katie Colombus, a The Arts Desk munkatársa szerint az albumon „szárnyaló hangok, őrült dalszövegek, intenzíven kidolgozott, mégis bájos vokális képességek, fenékrázó ütemek és felejthetetlen dallamok” vannak, dicsérve Sia dalszerzését, és kijelentve, hogy „megszilárdítja [őt] mint kaméleont, aki hű marad önmagához”. Caitlin Welsh, a The Guardian kritikusabb írója úgy véli, hogy bár Sia „eléri a briliáns pillanatokat”, vannak olyan dalok a Reasonable Woman-en, amelyek „annyira általánosak [és] annyira egyszerűek, hogy úgy érzi olyanok, mintha vázlatok lennének”.

## Dallista
| Reasonable Woman | Reasonable Woman                                                  | Reasonable Woman                                                                | Reasonable Woman            | Reasonable Woman | Reasonable Woman | Reasonable Woman | Reasonable Woman | Reasonable Woman | Reasonable Woman |
|                  | Cím                                                               | Szerző(k)                                                                       | Producer(ek)                | Hossz            |                  |                  |                  |                  |                  |
| ---------------- | ----------------------------------------------------------------- | ------------------------------------------------------------------------------- | --------------------------- | ---------------- | ---------------- | ---------------- | ---------------- | ---------------- | ---------------- |
| 1.               | Little Wing                                                       | Sia Furler Jesse Shatkin                                                        | Shatkin                     | 3:19             |                  |                  |                  |                  |                  |
| 2.               | Immortal Queen (Chaka Khan közreműködésével)                      | Furler Greg Kurstin Chaka Khan                                                  | Kurstin                     | 3:20             |                  |                  |                  |                  |                  |
| 3.               | Dance Alone (Kylie Minogue-gal)                                   | Furler Shatkin                                                                  | Shatkin Jim-E Stack         | 2:52             |                  |                  |                  |                  |                  |
| 4.               | I Had a Heart                                                     | Furler Shatkin Rosalia Vila Tobella                                             | Shatkin                     | 2:49             |                  |                  |                  |                  |                  |
| 5.               | Gimme Love                                                        | Furler Shatkin                                                                  | Shatkin                     | 3:34             |                  |                  |                  |                  |                  |
| 6.               | Nowhere to Be                                                     | Furler Shatkin                                                                  | Shatkin                     | 3:16             |                  |                  |                  |                  |                  |
| 7.               | Towards the Sun                                                   | Furler Shatkin                                                                  | Shatkin                     | 2:48             |                  |                  |                  |                  |                  |
| 8.               | Incredible (Labrinth közreműködésével)                            | Furler Timothy McKenzie                                                         | Labrinth Nathaniel Ledwidge | 3:34             |                  |                  |                  |                  |                  |
| 9.               | Champion (Tierra Whack, Kaliii és Jimmy Jolliff közreműködésével) | Furler Shatkin Ernest Brown Tierra Whack Kaliya Ross Jimmy Jolliff Joshua Goods | Shatkin Charlie Heat        | 2:41             |                  |                  |                  |                  |                  |
| 10.              | I Forgive You                                                     | Furler Kurstin                                                                  | Kurstin                     | 4:20             |                  |                  |                  |                  |                  |
| 11.              | Wanna Be Known                                                    | Furler Kurstin                                                                  | Kurstin                     | 3:46             |                  |                  |                  |                  |                  |
| 12.              | One Night                                                         | Furler Shatkin Megan Bülow Gabriel Noel Max Wolfgang                            | Shatkin                     | 2:59             |                  |                  |                  |                  |                  |
| 13.              | Fame Won’t Love You (Paris Hiltonnal)                             | Furler Kurstin                                                                  | Kurstin                     | 3:20             |                  |                  |                  |                  |                  |
| 14.              | Go On                                                             | Furler Shatkin Benjamin Levin Jasper Harris Magnus Høiberg                      | Shatkin Benny Blanco Harris | 3:14             |                  |                  |                  |                  |                  |
| 15.              | Rock and Balloon                                                  | Furler Shatkin                                                                  | Shatkin                     | 4:00             |                  |                  |                  |                  |                  |
| 49:52            |                                                                   |                                                                                 |                             |                  |                  |                  |                  |                  |                  |

## Helyezések
| Lista (2024)                               | Legjobb helyezés |
| ------------------------------------------ | ---------------- |
| Ausztrália (ARIA)                          | 14               |
| Ausztria (Ö3 Austria Top 40)               | 13               |
| Belgium (Ultratop Flandria)                | 40               |
| Belgium (Ultratop Vallónia)                | 6                |
| Kanada (Billboard Canadian Albums Chart)   | 88               |
| Hollandia (Dutch Charts Album Top 100)     | 66               |
| Horvátország Nemzetközi Albumok (HDU)      | 2                |
| Franciaország (SNEP Album Top 100)         | 8                |
| Németország (Offizielle Top 100)           | 16               |
| Magyarország (MAHASZ Top 40 albumlista)    | 8                |
| Olaszország (FIMI)                         | 80               |
| Japán (Oricon)                             | 28               |
| Japán Digital Albums (Oricon)              | 13               |
| Japán Hot Albums (Billboard Japan)         | 21               |
| Lengyelország                              | 33               |
| Portugália (AFP Top 30 Albums)             | 52               |
| Norvégia (VG-lista Album Top 40)           | 35               |
| Spanyolország (PROMUSICAE Top 100 Álbumes) | 30               |
| Egyesült Királyság (Scottish Albums)       | 22               |
| Svájc (Schweizer Hitparade Top 100 Albums) | 6                |
| Egyesült Királyság (UK Albums Chart)       | 59               |
| USA Billboard 200                          | 153              |
| Új-Zéland (RMNZ)                           | 35               |

## Megjelenési történet
| Régió       | Dátum          | Formátum                                     | Kiadó                  | For.          |
| ----------- | -------------- | -------------------------------------------- | ---------------------- | ------------- |
| Világszerte | 2024. május 3. | CD digitális letöltés bakelitlemez streaming | Monkey Puzzle Atlantic | [ 19 ] [ 51 ] |

## Fordítás
Ez a szócikk részben vagy egészben  a   Reasonable Woman (album) című angol Wikipédia-szócikk fordításán alapul.  Az eredeti cikk szerkesztőit annak laptörténete sorolja fel. Ez a jelzés csupán a megfogalmazás eredetét és a szerzői jogokat jelzi, nem szolgál a cikkben szereplő információk forrásmegjelöléseként.